# Ricardo Landum
Francisco Manuel de Oliveira Landum, mais conhecido por Ricardo Landum (1958), é o autor de alguns dos maiores êxitos da música ligeira portuguesa. O seu nome aparece creditado em muitos dos êxitos da chamada "Música pimba / Música light", eternizados pelas vozes de Ágata, Mónica Sintra, Tony Carreira, Axel, Micaela e tantas outras estrelas da música popular portuguesa. Ricardo Landum é um cantor português e escritor de letras musicais para artistas como Tony Carreira.

## Biografia

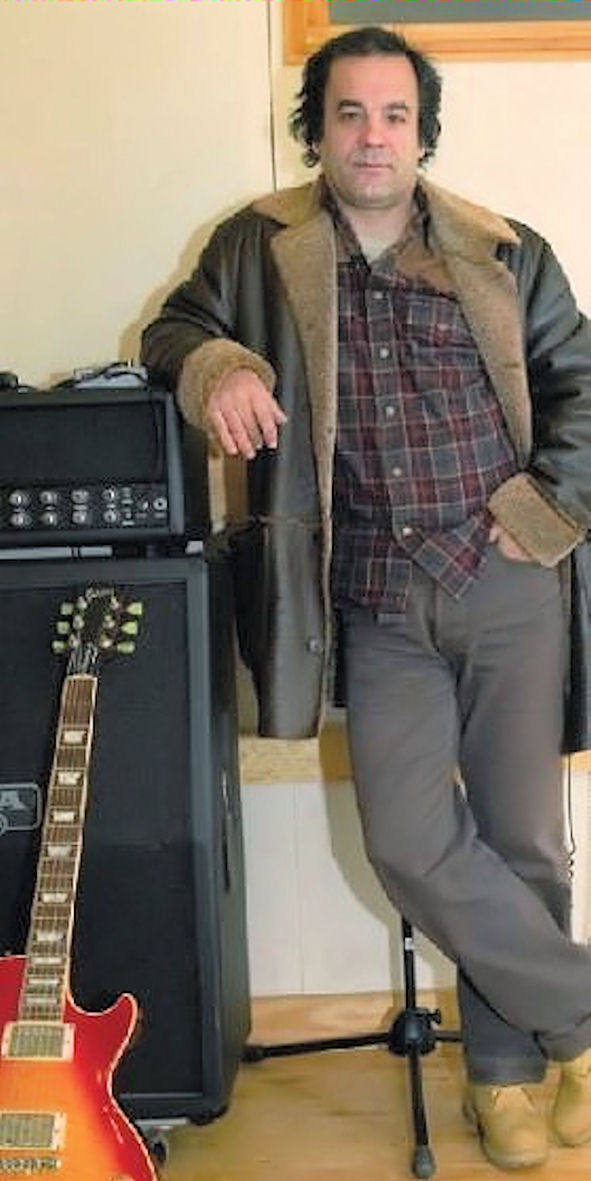
Francisco Landum

Francisco Landum é o seu nome de baptismo mas, no meio artístico, é sobretudo conhecido como Ricardo, pseudónimo com o qual assinou alguns dos maiores êxitos de Ágata, Tony Carreira, Ruth Marlene, Romana, Chiquita e muitos outros. Criador de "Música light" (expressão que inventou por não gostar do rotulo "música pimba" dado frequentemente às suas canções) são dele alguns temas de maior sucesso da música portuguesas e que, de um dia para outro, passaram a andar na boca, e sobretudo no ouvido, de quase toda a gente. "Afinal Havia Outra", "Comunhão de Bens", "Depois de Ti Mais Nada", "Coisinha Sexy", "Mãe Querida, Mãe Querida" ou "Já Não Sou Bebé" são apenas alguns dos mais conhecidos temas que criou e gravou ou deu a gravar. É também autor do tema que se tornou imagem de marca dos Da Vinci, Conquistador, que representou Portugal no festival da Eurovisão de 1989.

### Origens
Francisco Landum começou bem cedo no rock. Surge em princípios dos anos 80, nos tempos áureos do rock português, com o grupo TNT. Entretanto os TNT acabaram e, em meados dos anos 80, estreou-se a solo editando pela CBS, que tinha acabado de se instalar em Portugal. Foi dos primeiros artistas a assinar contrato com a CBS mas eles não gostaram muito do seu nome e propuseram-lhe dois outros à escolha, Ricardo e André. Escolheu Ricardo e marcou a estreia do pseudónimo, Ricardo Landum, com os singles "Vontade Louca" e "Coração Latino".
Além da já referida ligação aos Da Vinci, que durou oito anos,é da autoria de Francisco o tema “Conquistador” que em 1989 venceu o Festival da Canção, integrando os "Da Vinci". Esteve ainda nos Samurai e nos Ibéria, uma banda de heavy metal, na linha Glam Rock/Hard Rock com algum sucesso.
Entretanto, abandonou os palcos e começou a trabalhar em estúdio, tornou-se essencialmente autor, compositor e produtor, com uma carreira cheia de êxitos, sendo na actualidade o produtor mais requisitado na sua área musical.
Em 2005, Ricardo tentou a aventura de levar a sua experiência musical para o outro lado do Atlântico, co-produzindo Bendito Seja Agosto, um dos álbuns do artista Luso-Americano Jorge Ferreira.
Na 79ª feira de Cuba realizou-se uma homenagem a Ricardo Landum numa cerimónia em que foi descerrada uma placa toponímica com o seu nome.
Durante o concerto no Parque Eduardo VII, Tony Carreira protagonizou um gesto que emocionou milhares de fãs. O cantor chamou ao palco o seu amigo de longa data, Ricardo Landum, e cantou com ele o tema "Sonhos de Menino".
O compositor sofre de esclerose múltipla, doença degenerativa que não o impede de continuar a trabalhar. 
Em setembro de 2017 foi anunciado que o Ministério Público acusou Ricardo Landum e Tony Carreira do crimes de plágio relativamente a 11 canções de Tony Carreira.